# Eucladium verticillatum
Eucladium verticillatum là một loài Rêu trong họ Pottiaceae. Loài này được (Hedw.) Bruch & Schimp. mô tả khoa học đầu tiên năm 1846.

## Hình ảnh

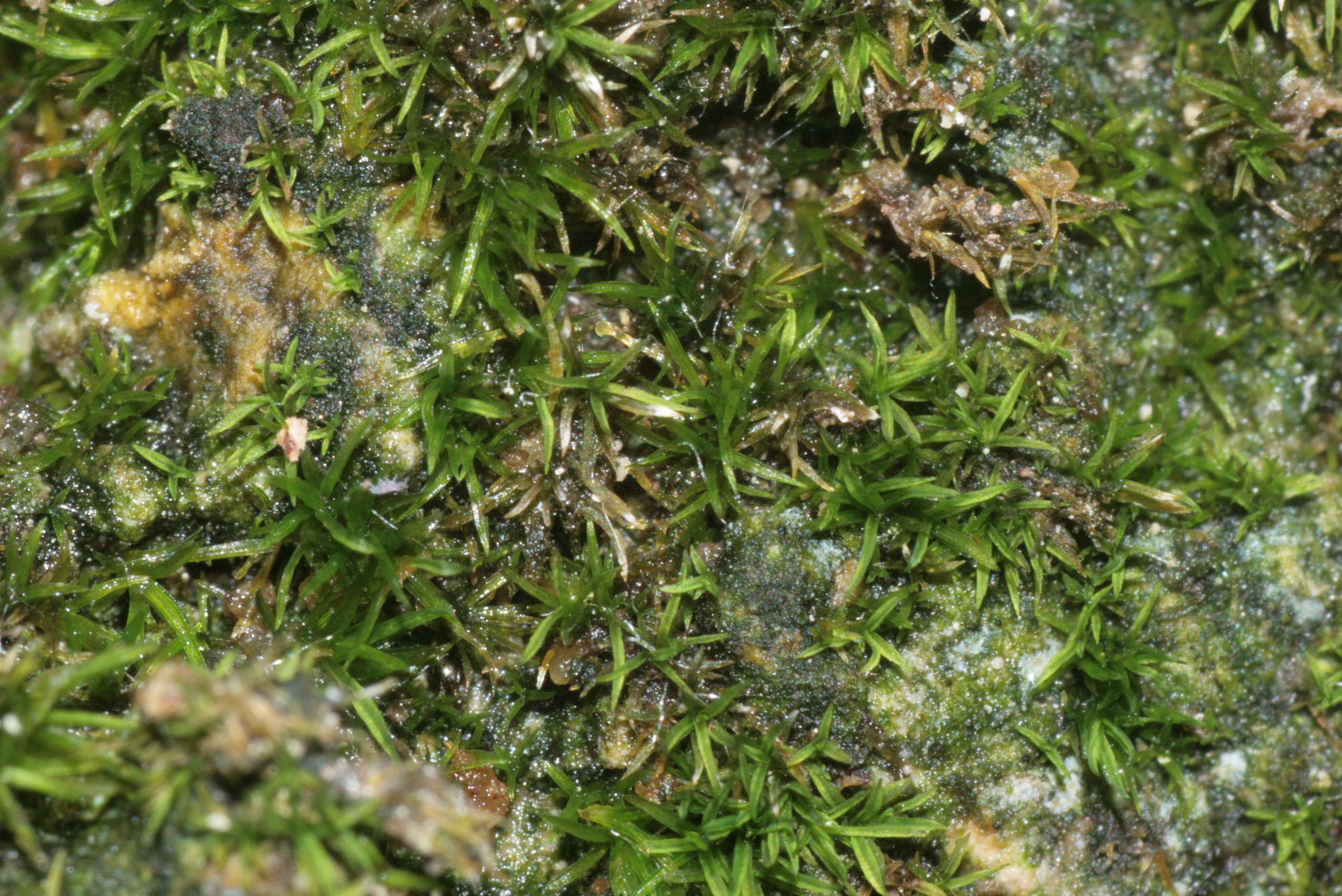
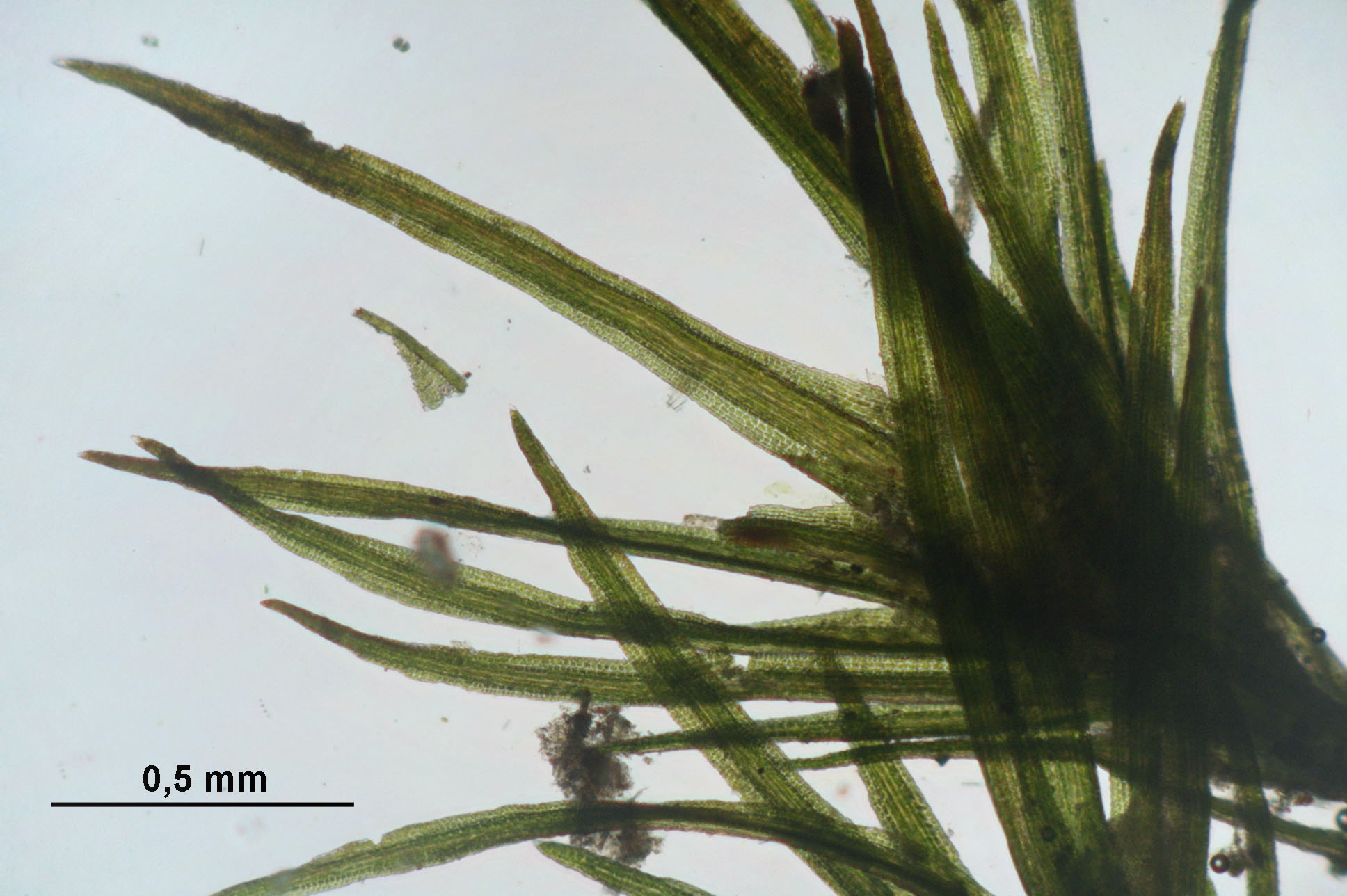
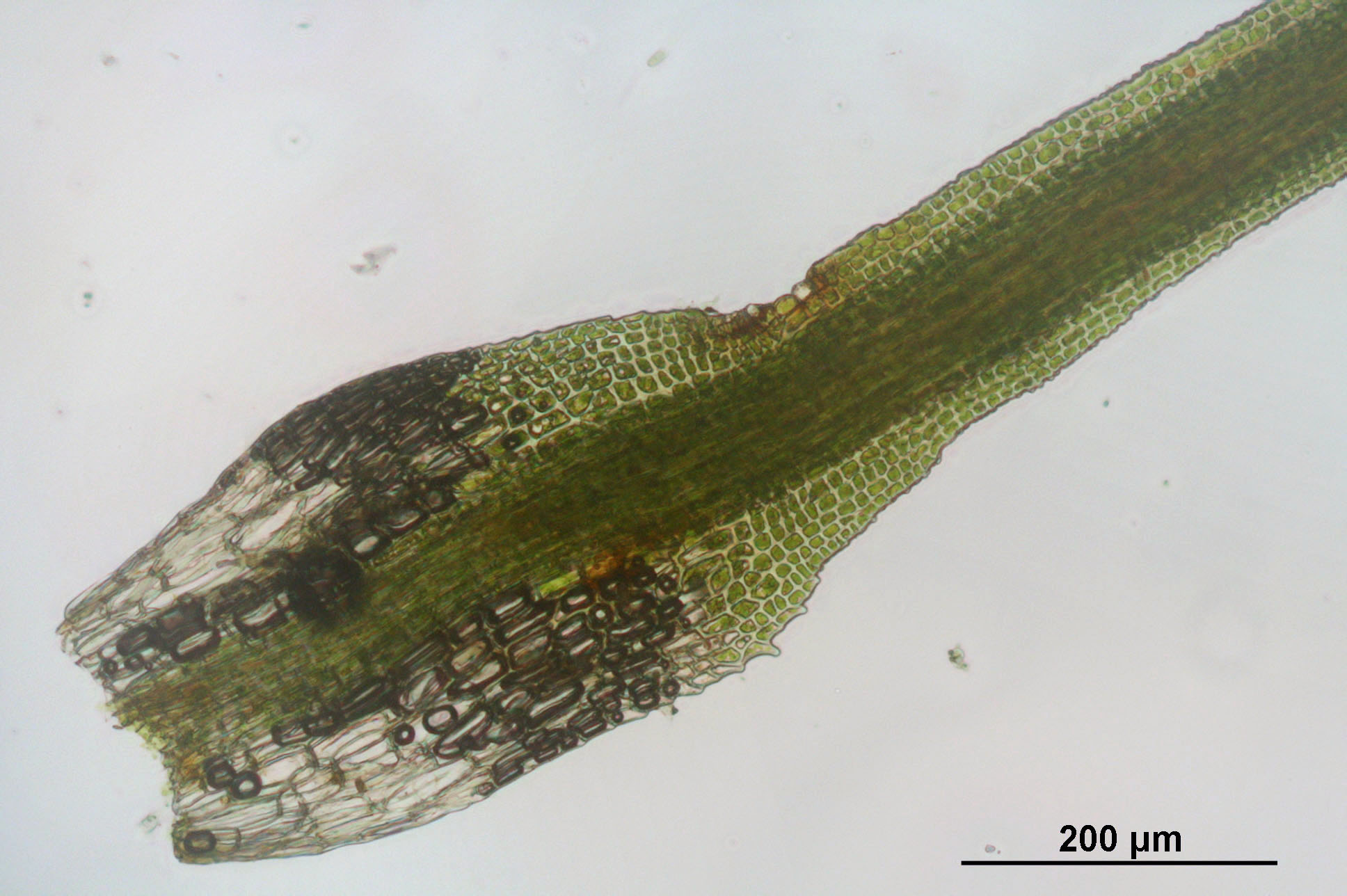
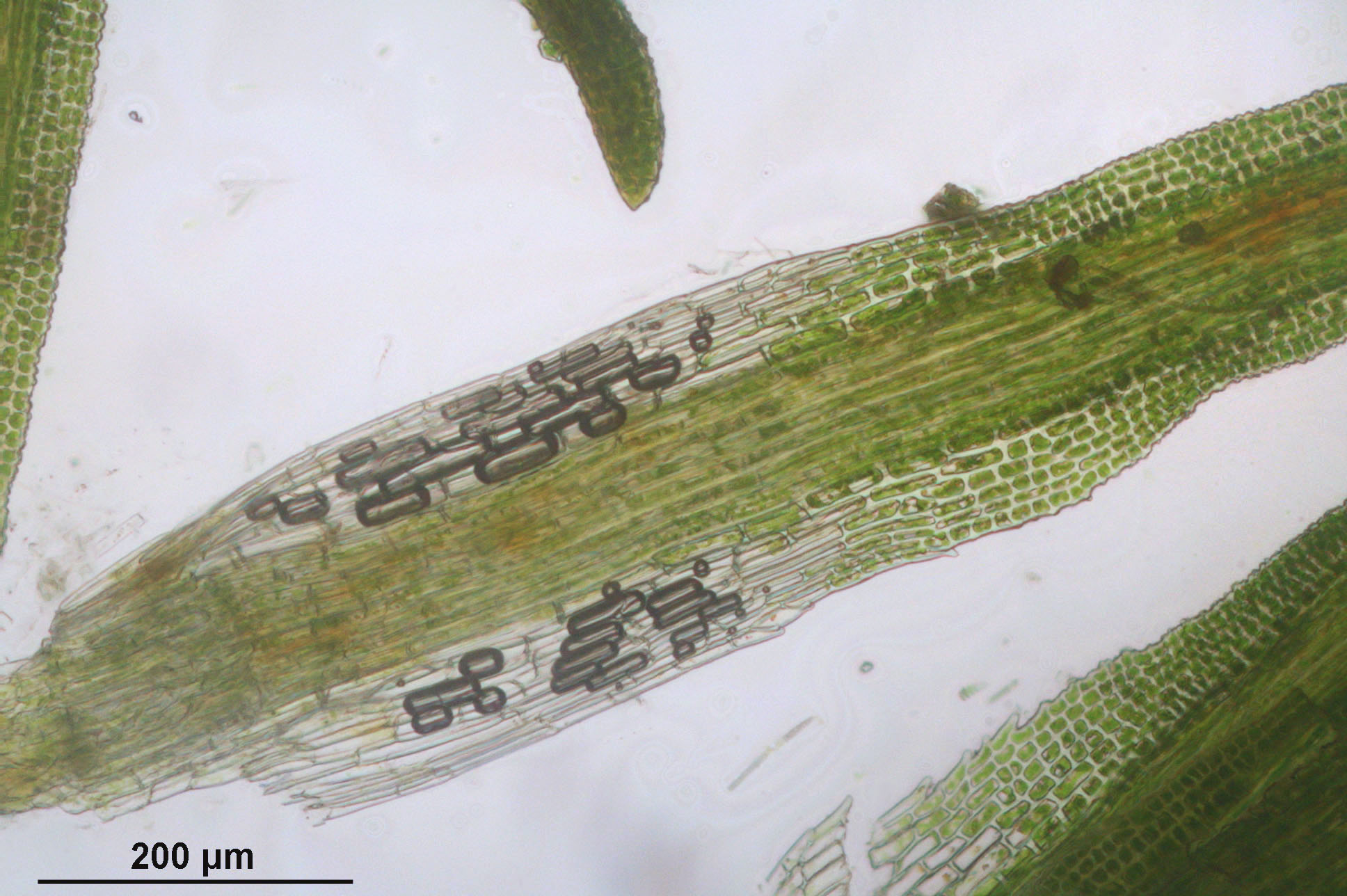